# Mayská dvacítková soustava

Mayské číslice

Mayové ve své početní soustavě, která byla dvacítková, používali poziční zápis, kdy číslice jednotlivých řádů psali nad sebe. Dvacítkovou soustavu ale používali i Aztékové a dodnes ji používají i Inuité. Mayové nebo jejich předchůdci Olmékové nezávisle na sobě objevili pojem nuly někdy kolem roku 357. Evropané neznali nulu do 12. století, kdy ji převzali od Arabů (a ti pravděpodobně z Indie, kde byla známa ve 4. století).
Mayské nápisy ukazují, že občas pracovali se sumami většími než stovky milionů. Měli velice přesné astronomické observatoře, jejich přehled o pohybu Měsíce a planet jsou vůbec nejpřesnější, čeho dosáhla jakákoliv civilizace pouhým okem.[zdroj?] Mayští kněží a jejich pozorovatelé velmi přesně změřili délku solárního roku, přesněji než v Evropě, kde se až do roku 1582 používal Juliánský kalendář.

## Čísla větší než 19
| × 400 |    |     |      |
| × 20  |    |     |      |
| × 1   |    |     |      |
|       | 33 | 429 | 5125 |

Číslice byly tvořeny ze tří znaků: nul (lastura), jedniček (tečka) a pětek (čára).
Například 19 se napíše jako čtyři tečky v horizontální řadě nahoře a k tomu tři čáry rovnoběžně pod sebou. Dvě tečky pod sebou se dají přečíst jako 1 × 20 + 1 = 21. Čísla se psala zespodu nahoru. Jelikož Mayové neměli výraz pro číslo 20 psali číslo např. 421 jako 3 tečky pod sebou. Nejprve napsali počet jedniček (200) nad něj dvacítek (201) nad něj počet čtyřstovek (202) nad něj počet osmitisícovek (203) atd.
Na stavbách a stélách, většinou tam, kde tesali do kamene, Mayové používali hieroglyfy (různě propracované tváře z profilu). Každý takový hieroglyf reprezentuje božstvo asociované s číslem. V mayském kalendáři se používá variace dvacítkové soustavy upravené pro počítání času, tzv. dlouhý počet. V kombinaci s osmnáctkovou soustavou (pro 18 měsíců) dával kalendář 360 dní.